# Frédéric Joliot-Curie
Jean Frédéric Joliot-Curie, początkowo Jean Frédéric Joliot (ur. 19 marca 1900 w Paryżu, zm. 14 sierpnia 1958 tamże) – francuski fizyk, laureat Nagrody Nobla w dziedzinie chemii.

## Życiorys
Ukończył École de physique et chimie w Paryżu i w 1925 r. zaczął pracować jako asystent Marii Skłodowskiej-Curie w Instytucie Radowym. W 1926 roku poślubił jej córkę, Irène Curie, a niedługo po tym oboje zmienili nazwisko na Joliot-Curie. Wraz z żoną odkrył zjawisko tworzenia par elektron-pozyton (pozytonium) z fotonów; w 1934 r. wspólnie odkryli i badali zjawisko sztucznej promieniotwórczości.
Za te odkrycia zostali wspólnie uhonorowani Nagrodą Nobla z chemii w 1935 r. Później w Collège de France pracował nad reakcją łańcuchową i kontrolowaną reakcją nuklearną z użyciem radu i ciężkiej wody. Po inwazji hitlerowskich Niemiec udało mu się wyniki swoich badań przemycić do Anglii.
Brał czynny udział we francuskim ruchu oporu. Po wojnie rozpoczął pracę we francuskim ośrodku badań jądrowych w Orsay, następnie został dyrektorem ośrodka. Był komunistą, od 1942 r. członkiem Francuskiej Partii Komunistycznej. W 1950 r. odsunięty od prac w Orsay, pracował jednak dalej w Collège de France, a po śmierci żony w 1956 objął katedrę fizyki na Sorbonie. Od 1950 r. do śmierci pełnił funkcję prezydenta Światowej Rady Pokoju. Sygnatariusz apelu sztokholmskiego z 1950 roku. 
Członek wielu prestiżowych towarzystw naukowych. W 1946, pełniąc wówczas stanowisko komisarza do spraw energii atomowej, został odznaczony Komandorią Legii Honorowej. Od 1954 r. był członkiem zagranicznym Polskiej Akademii Nauk. W roku 1950 otrzymał Międzynarodową Stalinowska Nagrodę Pokoju.
Irène i Frédéric Joliot-Curie mieli dwoje dzieci: Hélène i Pierre’a.
Imieniem Frédérica Joliot-Curie nazwano Złoty Medal Pokoju.
Był członkiem zagranicznym Królewskiej Holenderskiej Akademii Sztuk i Nauk. 

## Ordery i odznaczenia
- Order Sztandaru Pracy I klasy (1954)[6]
- Krzyż Komandorski z Gwiazdą Orderu Odrodzenia Polski (23 stycznia 1947)[7]
- Order Krzyża Grunwaldu III klasy (11 lipca 1946)[8]
- Komandor Orderu Legii Honorowej (Francja, 1946)[2]